# Bart Somers

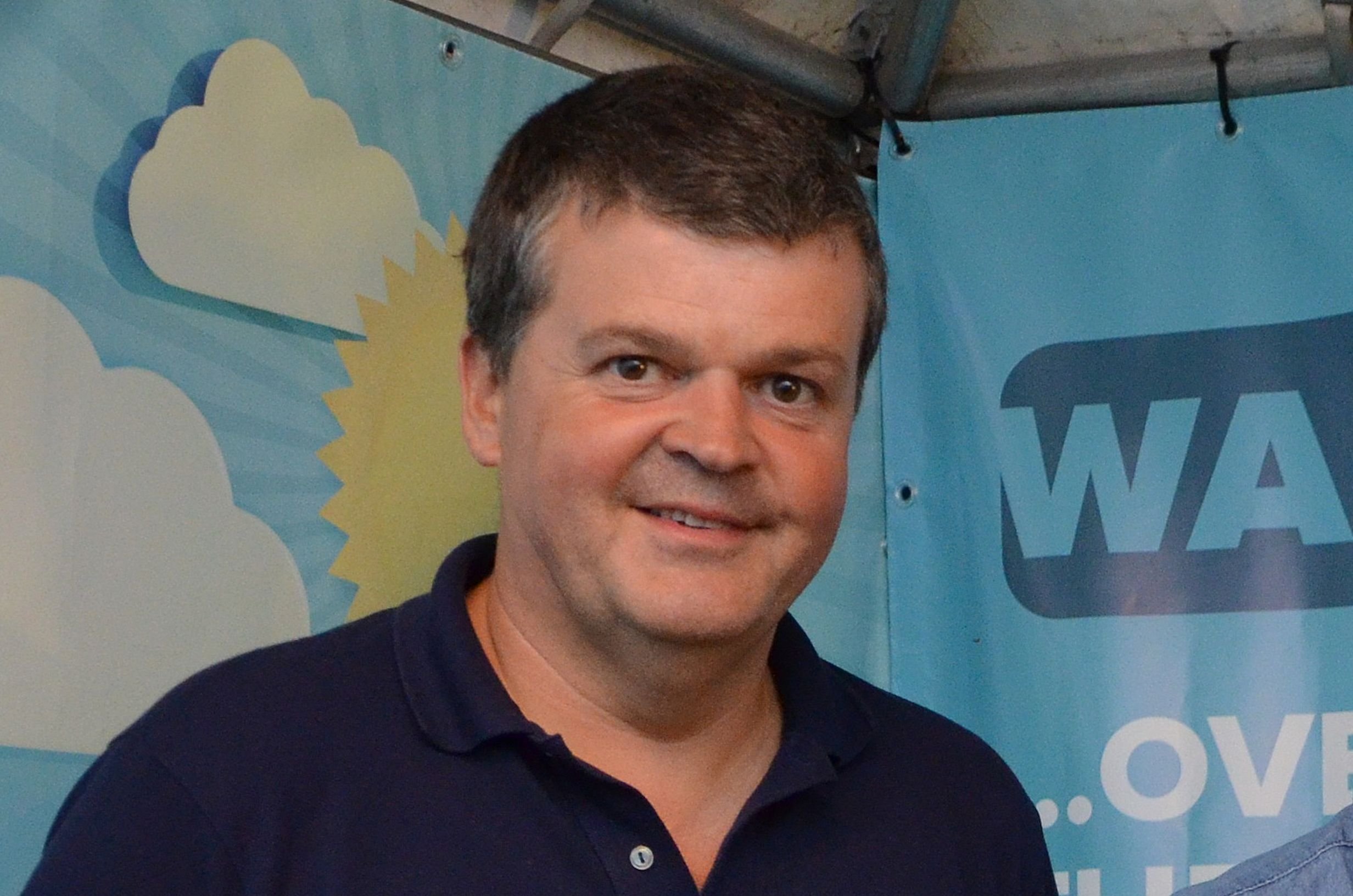
Bart Somers

Bartolomeus „Bart“ Jozef Lodewijk Rosalia Somers (* 12. Mai 1964 in Mechelen, Belgien) ist ein belgischer Politiker der Partei Open Vlaamse Liberalen en Democraten (deutsch: Flämische Liberale und Demokraten) und seit 2001 Bürgermeister von Mechelen.

## Biografie
Bart Somers ist der Sohn des früheren belgischen Abgeordneten und Senators Joos Somers, der Mitglied der Volksunie war. Nach dem Besuch des Sint-Romboutscollege in seiner Geburtsstadt Mechelen studierte Somers Rechtswissenschaften an der Katholieke Universiteit Leuven.
Seine politische Laufbahn begann er in der Partei seines Vaters, der Volksunie, trat aber später der Open Vlaamse Liberalen en Democraten (VLD) bei. 1994 wurde er in den Gemeinderat von Mechelen gewählt, dem er bis heute angehört. Zunächst ausschließlich Kommunalpolitiker, war er von 1999 bis 2003 für eine Wahlperiode Mitglied der Belgischen Abgeordnetenkammer (De Belgische Kamer van volksvertegenwoordigers). Seit 2001 ist er Bürgermeister (Burgemeester) von Mechelen.
Am 11. Juni 2003 wurde er als Nachfolger von Renaat Landuyt zum Ministerpräsidenten von Flandern gewählt. Dieses Amt bekleidete er bis zu seiner Ablösung durch Yves Leterme am 20. Juli 2004.
Im Anschluss gehörte er bis 2007 dem Flämischen Parlament (Vlaams Parlement) an. Außerdem wurde er 2004 als Nachfolger von Karel De Gucht, der zum Außenminister ernannt wurde, Vorsitzender der VLD. Während seiner Amtszeit kam es im Januar 2007 zum Parteiausschluss von Jean-Marie Dedecker.
Bei der Wahl vom 10. Juni 2007 wurde er als Vertreter der Open Vlaamse Liberalen en Democraten (Open VLD) im Wahlkreis Antwerpen zum Mitglied der belgischen Abgeordnetenkammer für die bis 2011 dauernde 52. Legislaturperiode gewählt. Darüber hinaus ist er dort auch Fraktionsvorsitzender der Open VLD.
2009 folgte ihm zunächst ad interim Guy Verhofstadt als Vorsitzender der Open VLD nach, der dann am 12. Dezember 2009 von Alexander De Croo abgelöst wurde.

## Integrationspolitik
Als Bürgermeister von Mechelen ist Somers über Mechelen hinaus für sein Integrationskonzept bekannt. Die Stadt gilt international als Vorzeigemodell erfolgreicher Integration von Einwanderern und von Geflüchteten. Sein Ansatz beruht einerseits auf der Durchsetzung des Rechtsstaats, andererseits auf einem Fokus auf Integration. Integration bedeutet dabei für Somers keine Einbahnstraße, wie er in seinem Buch Zusammen leben. Meine Rezepte gegen Kriminalität und Terror ausführt. In seiner Schrift ist ein „Plädoyer für Pluralismus, Inklusion und liberale Werte“ zu sehen, wie die Neue Zürcher Zeitung schreibt. So schreibt die NZZ weiter: „Integrieren, fordert Somers, sollten sich zudem nicht nur «die Migranten», sondern auch diejenigen, die ihr Geburtsland nie verlassen hätten. […] Dass man spezielle Rechte aus der blossen Anwesenheit von Vorfahren herleiten könne, hält Somers für eine eher unglückliche Idee.“
Somit fährt Somers einen Kurs, der weder rechts- noch linkspopulistisch ist, sondern auf eine strikt liberal ausgerichtete Staatlichkeit fokussiert ist. Dazu zählen auch Investitionen in die Polizei, die Somers als ethnisch gemischtes Korps neu organisierte, und eine massive Ausweitung der Videoüberwachung, mit welcher er gegen Dealer, Hehler und Kleinkriminelle vorging, um die Sauberkeit und öffentliche Sicherheit zu erhöhen. Durch soziale Durchmischung und strikte Antidiskriminierung setzte er sich für die Gleichberechtigung und Integration aller Bevölkerungsgruppen ein. Gegenüber der Wochenzeitung Die Zeit  drückte er es so aus: „Ich benötige eine offene Gesellschaft, aber die bekomme ich nur, wenn ich für die Einhaltung der Gesetze sorge.“ Eine bessere Durchmischung der Schulen erreichte Somers, indem er Eltern überzeugte, ihre Kinder in Schulen zu schicken, die ehemals als „Ghettoschulen“ bekannt waren, und ihnen im Gegenzug einen besseren Unterricht zusagte. Für seine Tätigkeit als Bürgermeister wurde ihm der Preis „World Mayor“ 2016 verliehen.

## Schriften
- Bart Somers, Gerd Busse (Übersetzung): Zusammen leben. Meine Rezepte gegen Kriminalität und Terror (Originaltitel: Samen leven. Een hoopvolle strategie tegen IS). C.H. Beck, München 2018. ISBN 978-3-406-72040-6.